# Atlanta Hawks 2008-2009
La stagione 2008-09 degli Atlanta Hawks fu la 60ª nella NBA per la franchigia.
Gli Atlanta Hawks arrivarono secondi nella Southeast Division della Eastern Conference con un record di 47-35. Nei play-off vinsero al primo turno con i Miami Heat (4-3), perdendo poi la semifinale di conference con i Cleveland Cavaliers (4-0).

## Roster
| N° | Naz.                       | Ruolo | Sportivo        | Anno | Alt. | Peso |
| -- | -------------------------- | ----- | --------------- | ---- | ---- | ---- |
| 1  | Stati Uniti (bandiera)     | G     | Maurice Evans   | 1978 | 196  | 100  |
| 2  | Stati Uniti (bandiera)     | G     | Joe Johnson     | 1981 | 203  | 102  |
| 3  | Stati Uniti (bandiera)     | G     | Thomas Gardner  | 1985 | 196  | 102  |
| 4  | Stati Uniti (bandiera)     | G     | Acie Law        | 1985 | 191  | 88   |
| 5  | Stati Uniti (bandiera)     | A     | Josh Smith      | 1985 | 206  | 102  |
| 6  | Stati Uniti (bandiera)     | G     | Mario West      | 1984 | 196  | 95   |
| 10 | Stati Uniti (bandiera)     | G     | Mike Bibby      | 1978 | 185  | 86   |
| 12 | Stati Uniti (bandiera)     | G     | Speedy Claxton  | 1978 | 180  | 75   |
| 15 | Rep. Dominicana (bandiera) | C     | Al Horford      | 1986 | 208  | 111  |
| 22 | Stati Uniti (bandiera)     | G     | Ronald Murray   | 1979 | 193  | 86   |
| 24 | Stati Uniti (bandiera)     | A     | Marvin Williams | 1986 | 206  | 104  |
| 27 | Georgia (bandiera)         | C     | Zaza Pachulia   | 1984 | 211  | 109  |
| 33 | Stati Uniti (bandiera)     | C     | Randolph Morris | 1986 | 208  | 121  |
| 44 | Stati Uniti (bandiera)     | A     | Solomon Jones   | 1984 | 208  | 104  |
| 50 | Stati Uniti (bandiera)     | A     | Othello Hunter  | 1986 | 203  | 102  |

## Staff tecnico
- Allenatore: Mike Woodson
- Vice-allenatori: Bob Bender, Larry Drew, Tyrone Hill, Jim Todd